# Parafia Przenajświętszej Trójcy w Wilamowicach
Parafia Przenajświętszej Trójcy – rzymskokatolicka parafia znajdująca się w Wilamowicach. Należy do dekanatu Wilamowice diecezji bielsko-żywieckiej.

## Historia
Erygowana około 1300 r. Po raz pierwszy wzmiankowana została w spisie świętopietrza parafii dekanatu Oświęcim diecezji krakowskiej z 1326 r. pod nazwą Novovillamowicz. W kolejnych spisach świętopietrza z 1335 jako Novomilonowicz i z lat 1346–1358 występuje w zapisach Nova Vilamovicz, Novo Wilamovicz, Novo Vilamovicz, Nowa Vilamovicz, Nova Willamovicz, Nova Wilamovicz, Wilamovicz novas. Przejściowo należała również do powstałego ok. 1350 roku dekanatu Pszczyna.
W okresie reformacji  w l. 1550-1626 kościół został zamieniony na zbór kalwiński.